# Водени јеленчић
Водени јеленчић или водени шевротен (лат. Hyemoschus aquaticus) је врста ситног папкара из фамилије јеленчића (Tragulidae). 

## Угроженост
Ова врста није угрожена, и наведена је као последња брига јер има широко распрострањење.

## Распрострањење
Ареал воденог јеленчића обухвата већи број држава. 
Врста има станиште у Нигерији, Камеруну, ДР Конгу, Републици Конго, Анголи, Габону, Гани, Гвинеји, Либерији, Сијера Леонеу, Централноафричкој Републици, Обали Слоноваче и Екваторијалној Гвинеји. Врста је изумрла у Уганди.

## Станиште
Станишта врсте су шуме, мочварна подручја, речни екосистеми и слатководна подручја.